# Antoine Rodriguez
Antoine Rodriguez, de son vrai nom Athanasio Rodriguez, né le 10 janvier 1918 à Cuerva en Espagne et décédé le 2 janvier 1967, est un footballeur et cycliste espagnol naturalisé français. Il évoluait au poste d'attaquant.

## Carrière
Né en Espagne, il déménage à Roche-la-Molière très jeune. Sa carrière sportive commence dans le cyclisme, mais Antoine penche plutôt pour le football. Son véritable nom est Athanasio, mais Antoine est plus utilisé vu que c'est plus facile à écrire pour les journalistes.
Antoine commence sa carrière de footballeur avec l'AS Saint-Étienne en 1942. Il y jouera jusqu'en 1949, puis brièvement en juillet 1950.
Antoine évolue pendant plusieurs saisons en Division 1, bien que sa carrière se déroule en pleine guerre mondiale. Au total, il dispute 130 matchs en Division 1 avec l'ASSE, pour 69 buts d’inscrits (et ceci sans compter les championnats dits "de guerre").
Il termine sa carrière à Lyon après un court passage à Bordeaux.